# Свадебный поезд

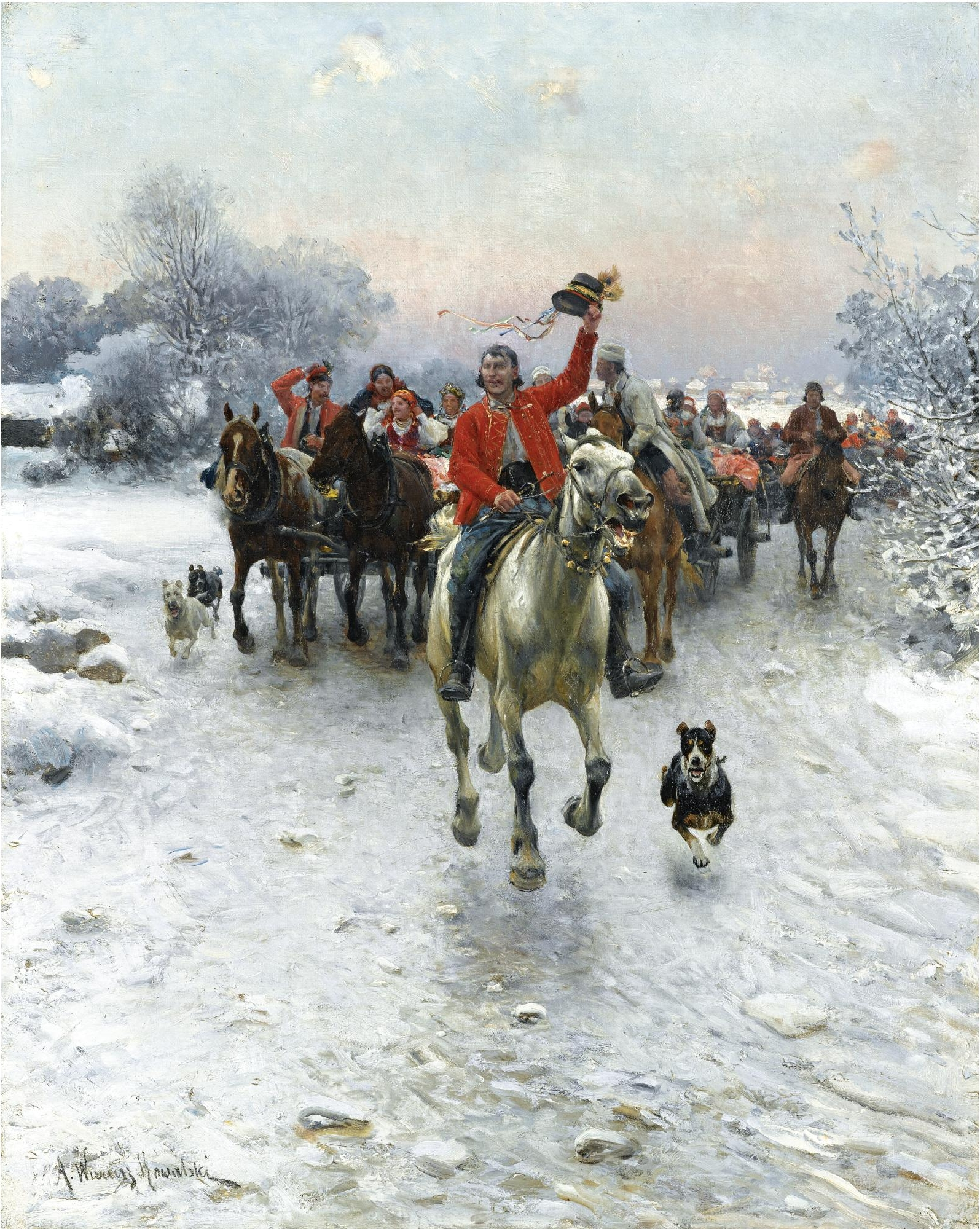
А. Ковальский-Веруш. «Свадебный поезд», до 1915

Сва́дебный по́езд — славянский свадебный обряд; свадебная процессия жениха, направляющаяся за невестой, сопровождающая молодых к венчанию и в дом жениха (или сначала в дом невесты, а потом жениха); реже — некоторые другие процессии в свадебном обряде. Свадебный поезд жениха, направляющийся за невестой, наделяется военной символикой с соответствующими атрибутами его участников и текстами.

## Этимология
Специальные термины, обозначающие свадебный поезд и собирательно всех его участников, характерны прежде всего для восточных славян: 
- рус. поезд, бел. поязд, укр. поїзд, Западнорусский язык витебское поезда, московское, тульское поезжанье;
- рус. свадьба, бел. свадзьба, вяселле, пол. wesele, кашуб. vesele; брестское сваття, сватоства, венец;
- рус. жена, супруга, бел. дружына, укр. дружина, киевское дружо, словац. druzina, малопольское druzyna.

У западных и южных славян для свадебного поезда используются обычные названия процессии, шествия или свиты: сербохорв. поворка, пол. orszak, словац. sprievod и т. п.

## Состав поезда

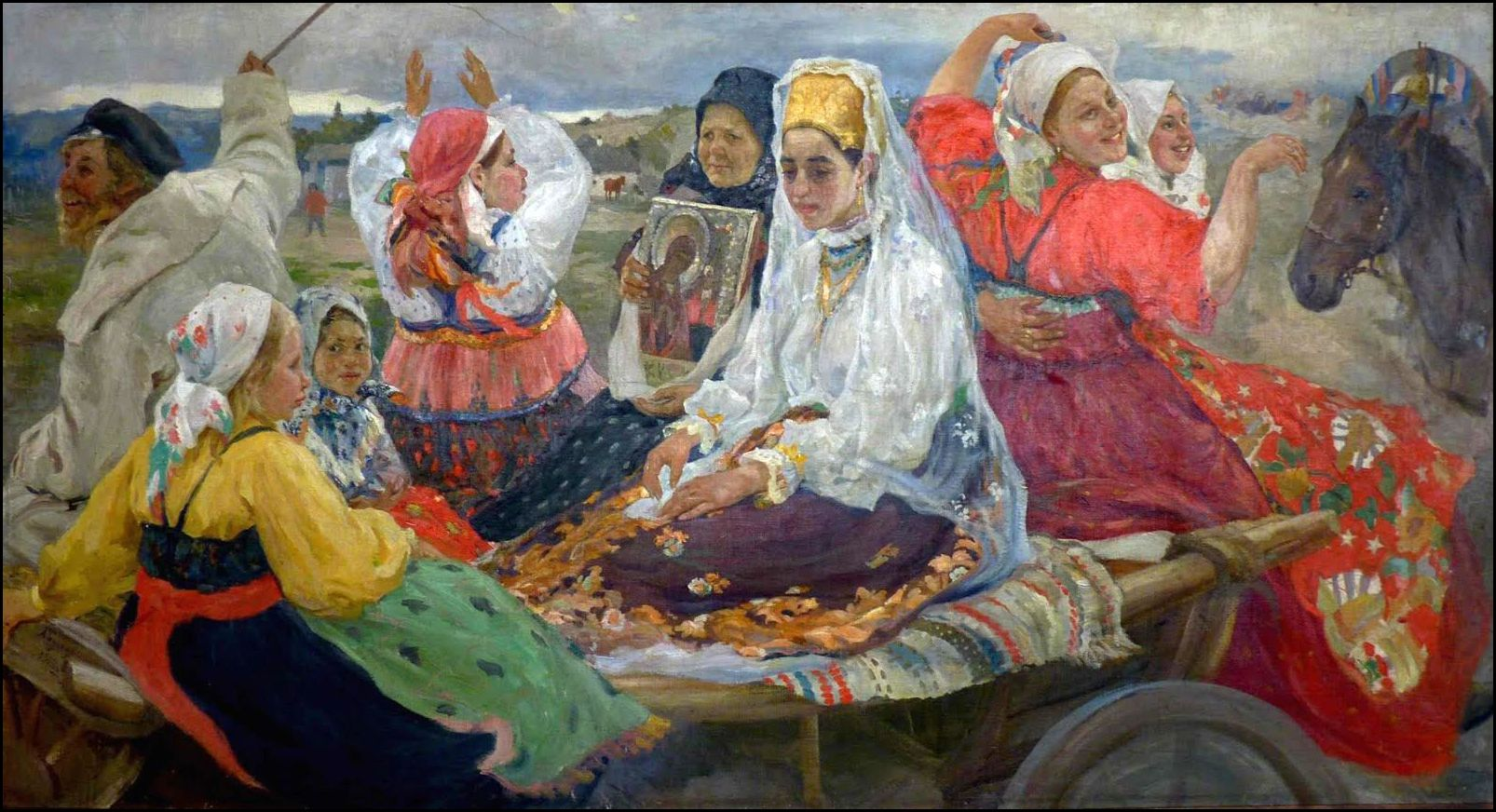
А. А. Бучкури. «Свадебный поезд», 1912

У русских все поезжане жениха были в красных рубахах (Ярославль), с кумачовыми лентами на шапках (Воронеж), с платками или шалями, повязанными поверх одежды (Астрахань), на плечах (Псков), с полотенцем через плечо (южнорусские), с иголками, воткнутыми крест-накрест в по́лы верхней одежды, и с сетью, опоясанной под рубашкой, в качестве оберега (среднерусские), женщины повязаны красными шерстяными платками (Вологда); у белорусов и украинцев мужчины со свадебным рушником или поясом через плечо и с квиткой на груди или на шапке; у черногорцев — в праздничных белых рубашках и с пистолетом за поясом и т. д.
Важнейшие участники свадебного поезда жениха — его посажёный отец, старший сват и/или дружка. Когда этих лиц бывает несколько, они делятся на старших и младших. Кроме того, каждый из них может иметь помощника. В свадебном поезде жениха участвуют замужние женщины — его посажёная мать и одна или несколько свах, а также парни, друзья жениха (в том числе свидетели при венчании). Нередко среди поезжан терминологически выделяется группа холостых парней, товарищей жениха. Иногда свадебный поезд сопровождали всадники: у русских — казаки с пистолетами (Симбирск), передовщики или рожники (Олонец); у поляков куявы по бокам свадебного поезда ехали верхом в знак дружбы.
При подъезде к дому невесты или к церкви вперёд высылали вестника, чтобы сообщить о приезде свадебного поезда. У русских это обычно был дружка, у словаков — знаменосец, у южных славян — специальные лица. Особым участником свадебного поезда у южных славян, словаков, части чехов и поляков, западных украинцев и белорусов западного Полесья был знаменосец со свадебным знаменем.

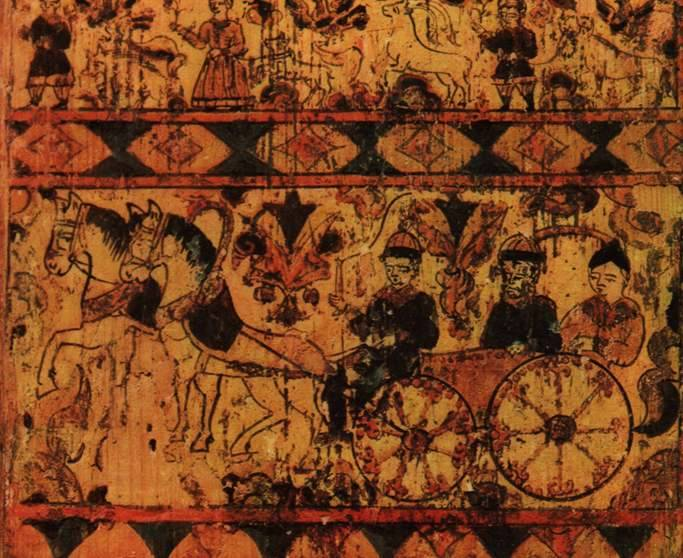
Пермогорская прялка-«рассказ». Свадебный поезд (фрагмент). XIX век

Помимо знамени, атрибутами свадебных чинов в свадебном поезде были деревце свадебное и жезл. У поляков Малопольши впереди свадебного поезда ехал старший сват или дружка (пол. starosta, starszy družba, marszałek), потрясая деревцем, по пути к венчанию и обратно те же лица во главе поезда махали деревцем или танцевали с ним. У западных украинцев с деревцем ехал старший боярин (Ивано-Франковск). У русских один из участников свадебного поезда помахивал по пути к венчанию сосновой веткой, украшенной куколками, с колокольчиком, ручником и бусами. У черногорцев Приморья впереди свадебного поезда шли мачетар с мечом и знаменосец (барjактар), размахивая мечом и знаменем. 
Напитками в свадебном поезде заведовали трапезники (Пермь), пивщик (Вологда), лагунники (Нижний Новгород, Самара), затычка (Тверь) и т. п.; шинкар (Чернигов), чутураш (Черногория), буклиjаш (Сербская Черногория), buklijaš, barilonoša (Хорватия), а также дружка, старший сват, прекумци (Сербия), воjвода (Черногория) и другие. Они угощали хмельными напитками встречных по пути свадебного поезда. Хлеб или пироги везли хлебник (Вологда), коровайный и/или коровайница (Новгород), каравайник (Тамбов, Саратов), два пирожника (Тула), а также отец жениха (Олонецк), один или несколько дружек (Архангельск, Нижний Новгород), старший сват (словац. starejši), женщины и девушки (Словакия). 
У русских специальные чины отвечали за головной убор жениха: колпачник или подколпашный вёз с собой его фуражку (Новгород), шапочник снимал с жениха шапку при встрече с людьми по дороге. Икону везли дружка или старший брат жениха (Вологда), большие бояре (Пермь) или малые. Охранял свадебный поезд от порчи обычно дружка (дружко-ворожбит, Псков), большак — старший дружка (Тверь) или тысяцкий (Олонецк), на русском севере часто также профессиональный колдун. В некоторых местах в свадебном поезде участвовал священник (священный поп, Вологда), который ехал в первых санях с отцом жениха (Архангельск), держа крест в руках (Вологда). У южных славян в свадебном поезде принимал участие свадебный шут: макед. веселбар, серб. чауш, veseljak, хорв. šubaša и т. д. У сербов веселили гостей также воjвода и староjко. У словаков впереди свадебного поезда к венчанию шли bláznivi svati с бутылками с вином, а один со свадебным знаменем, они скакали под музыку и задирали окружающих (Тренчин). У русских роль скомороха играл дружка. Родственники и гости со стороны невесты обычно прибывали на свадебный пир к жениху позже, после прибытия туда молодых. Чаще всего невесту в свадебном поезде к венчанию сопровождал её брат или несколько братьев. С невестой к венчанию часто ехала её посаженая мать (крёстная) или сваха. Иногда она везла в поезде подвенечный наряд невесты (Вологда). Участниками свадебного поезда со стороны невесты были также её дружка или старший сват, а также подруги. Участниками свадебного поезда к венчанию и в дом жениха были также музыканты, которые шли впереди поезда (Западная Украина, Чехия, Словакия, Словения), ехали в первых санях (Польша, Кашубы, Лужичане) или в конце свадебного поезда, перед самыми последними родственниками (Словакия). Нередко в свадебном поезде особые лица везли приданое.

## Встреча поезжан
Поезжанами назывался кортеж, сопровождающий жениха. Главная фигура этого этапа — дружка. Жених сохраняет достоинство и не принимает участие в «действе». На пути поезжан заранее строятся завалы, им перегораживают дорогу, не отворяют ворот, и девушки, и подруги невесты требуют выкупа. Задача дружки заговорить их, обаять, дать как можно меньший выкуп.